# 甘善泽
甘善泽（1970年—），广西南宁人，壮族，中华人民共和国政治人物、第十二届全国人民代表大会广西地区代表。
毕业于安徽工学院汽车设计与制造专业。加入中国民主建国会。担任广西南宁职业技术学院机电工程学院院长。2008年起担任全国人大代表。2013年，担任全国人大代表。